# Digidub System
Digidub System är Kalle Baah-medlemmen Peter Gerdins soloprojekt. Bandet har haft varierande uppsättning och utgåvorna begränsat sig till en vinylsingel 1992 och en maxi-cd 1994. Som kuriosa kan nämnas att körandes på denna cd kan höras Robinson-Chana samt Barbados-Peter.